# Vertigo binneyana
Vertigo binneyana är en snäckart som beskrevs av Sterki 1890. Vertigo binneyana ingår i släktet Vertigo och familjen puppsnäckor. Inga underarter finns listade i Catalogue of Life.